# Koeleria thonii
Koeleria thonii är en gräsart som beskrevs av Karel Domin. Koeleria thonii ingår i släktet tofsäxingar, och familjen gräs. Inga underarter finns listade i Catalogue of Life.